# Abtei Le Jard

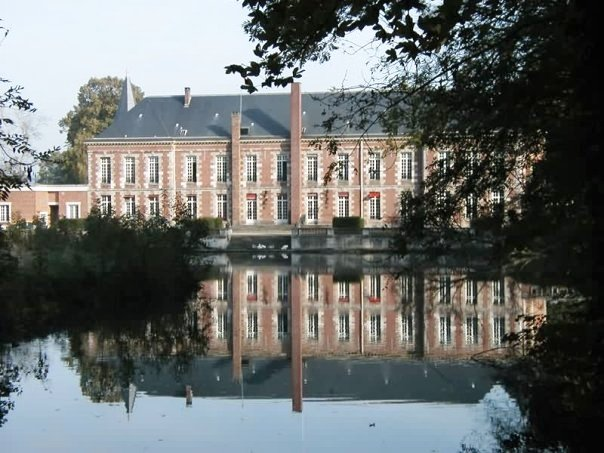
Château du Jard, 2009

Die Abtei Le Jard (französisch Abbaye royale de Saint Jean-Baptiste du Jard oder Saint-Jean du Jard-de-la-Reine (de Jardo Regina)) wurde im 12. Jahrhundert gegründet. Sie befindet sich in Voisenon in der Nähe von Melun und gehört ursprünglich zum Erzbistum Sens, heute zum Bistum Meaux.

## Geschichte
Die Mönchsgemeinschaft wurde 1171 in Passy gegründet und 1196 oder 1197 zur Abtei erhoben. Die französische Königin Adela von Champagne, Witwe von Ludwig VII., die sich häufig im Château royal du Jard in Voisenon aufhielt, wünschte die Verlagerung des Klosters von Passy in die Burg. 1203 kam Pierre de Corbeil, Erzbischof von Sens, dem Wunsch nach, was 1204 von Papst Innozenz III. bestätigt wurde.
Le Jard war der Abtei Saint-Victor in Paris unterstellt und besaß Grundstücke in Vert-Saint-Denis sowie die Priorate Melun, Sarnois und Villebéon. Sie besaß auch die Benefizien von Boisgalon, Courcelles, Notre-Dame-du-Pré, Passy, Roiblay, Treyans (Tréhans) und Villechavau. Darüber hinaus besaß die Abtei ein bereits im 13. Jahrhundert erwähntes Manoir in Rubelles.
In die Abtei traten Augustiner-Eremiten aus Pacy (Passy) bei Villebéon und Mönche aus dem Mutterkloster Saint-Victor ein. Die Abteikirche wurde Johannes dem Täufer (Saint Jean-Baptiste) geweiht, aufgrund ihrer reichen Ausstattung wurde sie später „Saint-Denis der Grafen von Melun“ genannt. Der letzte Abt von Le Jard war ab 1741 der Schriftsteller Claude-Henri de Fusée de Voisenon (1708–1775). 
Heute existieren von der Abtei nur noch die Fassade des Château du Jard, des ehemaligen Konventsgebäudes im Stil Ludwigs XIII., und das unterirdische Eishaus aus dem 18. Jahrhundert in einem 45 Hektar großen Park.